# Cercle Bruges KSV
Vous lisez un « bon article » labellisé en 2012.
Ne doit pas être confondu avec Club Bruges KV.
Maillots
Actualités
Dernière mise à jour : 22 avril 2025.
Le Cercle Brugge Koninklijke Sportvereniging, littéralement Cercle Bruges royal Association sportive, abrégé en Cercle Brugge KSV, couramment appelé Cercle en néerlandais et Cercle Bruges ou Le Cercle en français, est un club de football belge fondé en 1899 et basé à Bruges.
Le club est fondé par l'association des anciens élèves de l'Institut Saint-François-Xavier de Bruges sous le nom de Cercle sportif brugeois, et s'affilie à la Fédération belge le 7 novembre 1899. Il fusionne peu après avec le Rapid Football Club, puis en 1902 accueille une partie des anciens membres du Vlaamsche Football Club.
Le Cercle est la première équipe flamande à remporter le Championnat de Belgique de football en 1911, après un club wallon (le RFC Liège, trois fois) et deux clubs bruxellois (le Racing Bruxelles et l'Union, six fois chacun). Il remporte deux autres titres de champion de Belgique, en 1927 et en 1930, ainsi que deux Coupes de Belgique en 1927 et en 1985.
Après la Seconde Guerre mondiale, le Cercle entame une longue traversée du désert, chutant même à deux reprises en Division 3, et sans jamais s'approcher du haut du classement lors des saisons qu'il dispute en première division. Depuis son dernier retour au plus haut niveau en 2003, le club termine régulièrement en milieu de classement, obtenant son meilleur classement, une quatrième place, en 2008. Enfin, le Cercle participe également à trois reprises aux compétitions européennes (en 1985, 1996 et 2010), sans cependant dépasser le stade du premier tour.
Dès sa création, le Cercle entretient une forte rivalité avec l'autre club de la ville de Bruges, le Club Bruges KV, considéré comme l'équipe des bourgeois avec une tendance libérale, en dépit d'une grande diversité sociale et politique parmi les supporters, à l'opposé du Cercle, réputé plus catholique presque unanime. Dans la Venise du Nord, on doit choisir son camp : on est soit « Blauw & Zwart » (en français : « bleu et noir » pour le Club), soit « Groen-Zwart » (en français : « vert et noir » pour le Cercle). Si la rivalité était autant idéologique que sportive durant près de quarante ans, l'évolution opposée des deux entités depuis la fin de la Seconde Guerre mondiale, notamment la montée en puissance du Club à partir de la fin des années 1960, a réduit l'impact sportif de leurs confrontations. Néanmoins, une défaite contre le rival ancestral est toujours très mal vécue, et à l'inverse, les victoires sont longuement célébrées et commentées. Bien que rivaux, les deux clubs partagent le stade Jan Breydel depuis 1975.
Le club, présidé par Paul Vanhaecke depuis le 1er janvier 2012, évolue depuis 2018 en Jupiler Pro League. Il dispute en 2024-2025 sa 118e saison dans les divisions nationales, la 86e au plus haut niveau.

## Histoire

### Fondation du club et débuts en championnat (1899-1902)
La fondation du club remonte au 9 avril 1899 et est le résultat de la fusion de deux entités existantes mais non affiliées à l'Union Belge des Sociétés de Sports Athlétiques, qui deviendra plus tard l'URBSFA. Il y a le Vlaamsche Football Club et le Rapid Football Club (dont les dates respectives de création sont inconnues). Ensemble, ils forment le Cercle Sportif Brugeois en tant que section sportive de "l'Association des Anciens Elèves de l'Institut Saint-François-Xavier de Bruges",, qui compte quatre autres disciplines en plus du football : le tennis, le cyclisme, la course à pied et le cricket.
Le 7 novembre 1899, la section football du CS Brugeois s'affilie à l'UBSSA, comme "membre effectif" . Son équipe représentative est versée dans le « Groupe Flandres » de la Division d'Honneur 1899-1900, le championnat national, les divisions inférieures n'existant pas encore. Les premiers derbies face au FC Brugeois ont lieu lors de cette saison. L'association choisit d'évoluer avec un maillot rayé verticalement en noir et vert, sans qu'aucune raison spécifique ne soit avancée.

#### Ephémère Vlaamsche FC
Comme souvent, surtout à cette époque des pionniers, la fusion d'avril 1899 ne plait pas à tout le monde. Des "dissidents" poursuivent l'activité du Vlaamsche FC de Bruges qui rejoint à son tour l'UBSSA, d'abord comme "membre adhérent, le 25 septembre 1901 puis comme « membre effectif » le 19 janvier 1902. Mais la durée d'existence de ce « Vlaamsche FC » est très éphémère. C'est sans doute à la suite de désaccords pour lesquels on n'a pas retrouver de traces fiables que les membres se dispersent, principalement en trois groupes. Une fusion est entérinée le 1er juillet 1902 avec le...FC Brugeois, alors que certains préfèrent rejoindre le CS Brugeois. D'autres personnes mais aucun joueur, participent à la création du Vlaamsche FC Ostende qui prend ensuite le nom d'Ostende FC, le 9 août 1903. Le "Vlaamsche FC de Bruges" est démissionné de l'UBSSA le 29 août 1902.
Pendant un an, le CS Brugeois joue sur un terrain appartenant à l'école. Le Cercle déménage ensuite vers un terrain situé près du « Smedenpoort » appartenant aux « Brugse Godshuizen » à Sint-Andries, dans la banlieue de Bruges. Cet emplacement est choisi notamment pour sa proximité avec la gare de Bruges et la possibilité d'utiliser le café Le Petit Paris, en face du terrain, comme vestiaire.
Rapidement, le Cercle met en place une structure dirigeante pour gérer les activités de l'équipe. Le Baron Julien le Bailly de Tilleghem et le Comte Louis de Briey deviennent « Présidents d'Honneur » en remerciement de leur contribution à la fondation de l'association et la présidence est assurée par Leon De Meester, assisté d'Edgard De Smedt.

### Progression et premier titre de champion (1902-1914)
Au début du XXe siècle, le championnat est dominé par deux clubs bruxellois, le Racing Club de Bruxelles et l'Union Saint-Gilloise, qui remportent chacun six titres en douze saisons. Le Cercle ne peut rivaliser avec ces deux ténors et termine dans le milieu de classement, que le championnat soit disputé en une poule unique ou divisé en groupes géographiques. L'équipe participe en outre régulièrement à des tournois amicaux en marge du championnat de Belgique. Il remporte son premier trophée, la Coupe Henri Fraeys, en 1902, venant à bout de clubs français dont l'Iris Club lillois, un des prédécesseurs du LOSC Lille Métropole, et l'US Tourcoing. Un an plus tard, il remporte l'officieux Championnat des Flandres, ainsi que la Coupe du Baron De Vinck en 1905.
Après dix années d'existence, le Cercle commence à obtenir de meilleurs résultats en championnat, notamment grâce à l'apport de ses deux attaquants Alphonse Six et Louis Saeys. Sixièmes en 1909, puis troisièmes la saison suivante, à deux points des leaders l'Union et le FC Brugeois, les joueurs Groen-Zwart remportent leur premier titre de champion de Belgique en 1911. Pour la première fois, un club flamand est sacré champion, après les trois titres du RFC de Liège à la fin du XIXe siècle et la domination sans partage des équipes bruxelloises depuis onze saisons. Ce titre est savouré d'autant plus par les supporters du Cercle qu'il est remporté au détriment des rivaux du Club, deuxièmes avec un point de moins, et tenu au match nul lors de la dernière journée du championnat. De plus, Alphonse Six inscrit 40 buts en 22 matches, et est sacré fort logiquement meilleur buteur du championnat.
Avec ce titre, le nombre de spectateurs lors des matches à domicile de l'équipe augmente, forçant les dirigeants à trouver un endroit permettant de recevoir plus de monde. Leur choix se porte sur un terrain situé au croisement de la Gistelsesteenweg et de la Torhoutsesteenweg, aujourd'hui le Canada Square. Les dirigeants font construire une tribune le long du terrain, et remportent un nouveau trophée, la Coupe de la Côte face au Sparta Rotterdam, le champion des Pays-Bas. Le CS Brugeois termine les deux saisons suivantes à une honorable cinquième place et atteint la finale de la Coupe de Belgique 1912-1913 où il s'incline face au champion, l'Union Saint-Gilloise. Il finit à nouveau troisième en 1914, devant le Club Brugeois, juste avant le déclenchement de la Première Guerre mondiale.

### Reconstruction après le premier conflit mondial (1919-1926)
Lorsque les compétitions reprennent en 1919, le Cercle doit reconstruire une toute nouvelle équipe, pas moins de vingt-deux joueurs ayant perdu la vie pendant la guerre. D'autres sont blessés, disparus, ou trop âgés pour continuer à jouer au football. De l'équipe de base qui avait terminé la dernière saison avant le conflit, il ne reste que Louis Saeys, nommé joueur-entraîneur et autour duquel un nouvel effectif est bâti. Les supporters n'attendent pas de grands résultats de leur nouvelle équipe mais sont rassurés lorsque l'Union Belge décrète qu'il n'y aura pas de rétrogradés au terme de cette saison de reprise. L'équipe parvient néanmoins à se classer à la huitième place, suivie d'une cinquième place la saison suivante. De jeunes joueurs, qui pour certains étaient réservistes avant la guerre, se révèlent au grand jour, comme Célestin Nollet ou Florimond Vanhalme, et deviennent les coqueluches des fans. L'équipe remporte plusieurs compétitions amicales organisées en Belgique ou à l'étranger, notamment la Coupe Emmanuel Decloedt face à Liverpool.
En 1921, les dirigeants du Cercle font ériger un monument en hommage aux joueurs groen-zwart morts au combat. La cérémonie est marquée par la tragédie lorsqu'un petit avion biplan censé survoler le stade avec une banderole s'écrase, coûtant la vie à ses deux passagers. Ce monument existe toujours et se trouve devant le Stade Jan Breydel. Durant la saison 1922-1923, le Cercle fait à nouveau partie des meilleures équipes du championnat et de plus en plus de spectateurs viennent les voir jouer. La tribune s'avère vite trop étroite pour assurer le confort et la sécurité. L'équipe fait alors construire un nouveau stade, situé une centaine de mètres plus loin, et baptisé sobrement « Stade du CS Brugeois », qui deviendra plus tard le Stade Edgard De Smedt. Un an plus tard, le 16 avril 1924, le Cercle est reconnu « Société Royale » et adapte son appellation officielle en Royal Cercle Sportif Brugeois. En championnat, il termine à la troisième place pour la deuxième saison consécutive, à cinq points du vainqueur, le Beerschot.
En décembre 1926, le Cercle est en tête du championnat lorsqu'il reçoit le matricule 12. Mais les blessures de plusieurs cadres de l'équipe lui coûtent le titre, l'équipe terminant finalement cinquième.

### L'âge d'or du club (1926-1930)
À la suite de la désillusion de la fin de saison ratée, plusieurs joueurs quittent le club. Les dirigeants doivent à nouveau bâtir une équipe, ce qui fait craindre une saison difficile aux supporters. Mais contre toute attente, le Cercle joue les premiers rôles en championnat et, grâce à une victoire épique 5-6 sur le terrain Daring CB lors de l'avant-dernière journée, décroche son deuxième titre de champion de Belgique en 1927. Le 22 mai de la même année, le club remporte pour la première fois la Coupe de Belgique, réalisant le deuxième doublé Championnat-Coupe de l'Histoire du football belge.
L'ambiance n'est pas totalement à la fête pour autant dans les rangs du Cercle, la saison étant endeuillée par deux décès. Le premier est celui du joueur Albert Van Coile, le 4 avril, des suites d'une blessure encourue lors d'un match amical contre l'US Tourcoing qui n'a pas été détectée à temps. Deux semaines plus tard, le président René de Peellaert décède à son tour d'une pneumonie, contractée lors des funérailles de Van Coile.
Le Cercle termine dans le haut du tableau les saisons suivantes, finissant troisième en 1928, puis quatrième en 1929. Au cours de cette dernière saison, les supporters se découvrent une nouvelle idole en la personne du jeune gardien Robert Braet. Il débute en équipe première contre le Liersche le 24 février 1929, à 17 ans. Il jouera pendant près de 20 ans pour le Cercle et devient ensuite membre du Conseil d'Administration, puis président de 1967 à 1970.
Le Cercle commence la saison 1929-1930 par plusieurs contre-performances et n'est que sixième à l'issue du premier tour, à sept points du leader, l'Antwerp. Mais avant le dernier week-end de championnat, l'écart n'est plus que d'un point entre les deux équipes. Les Vert et noir l'emportent 4-1 sur le Liersche et attendent ensuite le résultat de leur rival qui se déplace au Standard de Liège. Les communications étant assez difficiles à l'époque, l'attente est longue. Quand finalement le capitaine et entraîneur Florimond Van Halme apprend que l'Antwerp s'est incliné 5-3, offrant un troisième titre de champion de Belgique à son équipe, la fête peut débuter. C'est toujours en 2017 le dernier titre de champion du Cercle.
Grâce à cette victoire, l'équipe brugeoise est invitée à participer à la Coupe des nations, un tournoi organisé par le Servette Genève pour célébrer ses 40 ans, et réunissant neuf champions ou vainqueurs de Coupe de pays européens. C'est en quelque sorte une compétition « ancêtre » de la Coupe des clubs champions européens. Après deux défaites en autant de matches face au Slavia Prague et au Servette, le Cercle est classé huitième du tournoi.

### Déclin et première chute en deuxième division (1930-1938)
La saison suivante, le Cercle termine à une décevante septième place. Le capitaine emblématique du club Florimond Vanhalme prend sa retraite sportive et se consacre ensuite exclusivement à son rôle d'entraîneur. Les saisons suivantes ne sont pas meilleures, avec pour meilleur résultat une troisième place en 1933, à bonne distance du champion, l'Union Saint-Gilloise. Au fil des années, les joueurs importants de l'équipe des années 1920, comme Michel Vanderbauwhede ou Gérard Devos mettent un terme à leur carrière et sont remplacés pour la plupart par des jeunes joueurs qui ne parviennent pas à égaler leurs aînés.
Finalement, le Cercle est relégué pour la première fois en Division 1, le deuxième niveau national de l'époque, en 1936, avec seulement un point de retard sur le premier non-relégable. Cette relégation met fin à une série de trente-deux saisons consécutives disputées au plus haut niveau du football belge, ce qui constitue un record qui sera battu en 1948 par le K Beerschot VAC.
À l'occasion de cette chute au niveau inférieur, la direction du Cercle initie de profonds changements. Un nouveau comité dirigeant est mis en place et, après une saison ratée conclue à la sixième place, un nouvel entraîneur est nommé en la personne de William Maxwell, le sélectionneur de l'équipe nationale belge. Sous la houlette de l'entraîneur écossais, l'équipe remporte le titre de Division 1 en 1938 et retrouve ainsi l'élite nationale deux ans après l'avoir quittée.

### Retour en première division et Seconde Guerre mondiale (1938-1946)
Pour son retour en Division d'Honneur, le Cercle lutte pour son maintien et termine finalement onzième en 1939. La saison suivante est interrompue par le déclenchement de la Seconde Guerre mondiale, la mobilisation des troupes rendant impossible la tenue des matches. Le Cercle joue alors dans des compétitions régionales où il rencontre à plusieurs reprises d'autres clubs des environs. La relative faiblesse des adversaires leur fait perdre du terrain par rapport aux clubs anversois et bruxellois, dont les compétitions régionales sont plus relevées. La Fédération belge organise un « championnat d'urgence » en 1940-1941, qui n'est pas comptabilisé comme officiel, auquel prend part le Cercle.
Finalement, le championnat reprend ses droits en 1941-1942 malgré l'Occupation allemande qui complique les déplacements entre les différentes villes. Le Cercle termine avant-dernier mais n'est pas relégué, la Fédération ayant décrété un « gel » des séries pour cette saison de reprise.
Lors de la saison suivante, un incident survient lors d'un match à domicile contre Anderlecht. Des supporters locaux, excédés par des décisions jugées partisanes de l'arbitre De Braeckel, notamment deux buts annulés pour le Cercle et un but validé pour Anderlecht malgré une position de hors-jeu, envahissent le terrain et chassent l'arbitre du stade. Le match doit être arrêté et certains supporters brugeois proposent à leurs dirigeants de raccompagner l'arbitre à la gare de Bruges. Finalement, ils roulent jusqu'à Zedelgem, un petit village au sud de Bruges, et le déposent en rase campagne, ce qui vaudra à l'équipe de jouer un match à huis clos.
Les groen-zwart finissent huitièmes du championnat en 1943 et en 1944. La saison suivante est fortement perturbée par la reprise des combats successifs à la libération de la Belgique, et finalement la compétition est annulée, certaines équipes ayant joué moitié moins de matches que d'autres. Le championnat reprend officiellement lors de la saison 1945-1946, avec 19 équipes, l'URBSFA ayant décidé d'annuler toutes les relégations subies pendant la guerre. Dans une compétition plus longue et avec plus de concurrence, le Cercle termine dernier, ne remportant que 7 matches sur 36, et est relégué pour la deuxième fois en Division 1.

### La traversée du désert: quinze ans dans les divisions inférieures (1946-1961)
Si le Cercle part avec les faveurs des pronostics pour remonter directement en Division d'Honneur la saison suivante, l'équipe doit se contenter d'une septième place, loin derrière le Sporting de Charleroi vainqueur de la série. Les saisons suivantes sont également loin des ambitions des dirigeants qui espèrent un retour rapide parmi l'élite. Après une cinquième place obtenue en 1947-1948, le Cercle termine trois saisons de suite à la onzième place et voit le Club rival retourner en Division d'Honneur en 1949.
La stagnation en Division 1 n'empêche pas le Cercle de fêter dignement son cinquantenaire en 1949 et d'honorer son président Edgard De Smedt pour autant d'années de dévouement aux vert et noir. L'année suivante, ce dernier décède et le stade du RCS Brugeois est rebaptisé Stade Edgard De Smedt en son honneur. Si le stade n'existe plus, le parc qui se trouve au même endroit porte toujours le nom du président défunt.
En 1951, l'URBSFA décide de réformer complètement la hiérarchie du football national pour la saison suivante. Le deuxième niveau national, disputé en deux séries depuis vingt ans, sera réduit à une seule en fin de saison, poussant la moitié des équipes vers le niveau inférieur, également réformé. Le Cercle termine quinzième, très loin de la huitième place salvatrice, et est relégué pour la première fois de son Histoire au troisième niveau national, baptisé à partir de 1952 Division 3.
Face à des équipes qui évoluaient pour la majorité au deuxième niveau national la saison précédente, le Cercle termine dans le milieu de classement, à une anonyme huitième place, suivie la saison suivante par une septième. À partir de 1955, les résultats sont de nouveau à la hauteur des ambitions du début de saison, notamment grâce à l'apport du capitaine de l'équipe, Guy Thys, qui occupe également le poste d'entraîneur. Le Cercle obtient la troisième place, à seulement deux points du vainqueur le Racing Tournai. La saison suivante, les joueurs sont champions de leur série et remontent en Division 2 quatre ans après l'avoir quittée. À cette occasion, l'éclairage est installé au Stade Edgard De Smedt pour permettre la tenue de matches en soirée. Un match amical contre le Stade de Reims, un des meilleurs clubs européens de l'époque, est organisé pour l'inauguration, auquel 10 000 spectateurs assistent, le Cercle s'inclinant 1-4.
De retour au deuxième niveau national, le Cercle doit à nouveau lutter pour son maintien. Il se sauve de peu en 1958, grâce à une victoire lors du dernier match de la saison, après n'avoir engrangé que neuf points lors du premier tour. Pour la saison suivante, la direction du Cercle engage l'entraîneur français Edmond Delfour, avec pour mission de ramener l'équipe en première division. Les résultats s'améliorent directement et le Cercle termine troisième en 1959, à seulement un point du FC Brugeois, deuxième et promu en Division 1. La saison suivante, le Cercle termine deuxième, à égalité de points avec le Patro Eisden. Les deux clubs doivent disputer un match de barrage pour désigner le second montant. Le Patro remporte ce match 2-1 sur le terrain du FC Malines, privant le Cercle d'un retour en D1. Finalement, les groen-zwart terminent vice-champions en 1961, synonyme de retour parmi l'élite du football belge après quinze années passées dans les divisions inférieures.

### Un retour de courte durée au plus haut niveau (1961-1966)
Pour leur retour en Division 1, les joueurs du Cercle retrouvent leurs rivaux du Club mais doivent surtout lutter pour leur maintien. Le suspense dure jusqu'à la dernière journée et le Cercle ne doit son maintien qu'à un changement des règles utilisées pour départager deux équipes à égalité de points. Auparavant, l'équipe ayant concédé le moins de défaites était classée le plus haut. À la suite d'une proposition de l'Antwerp validée pour la saison 1961-1962, c'est l'équipe ayant remporté le plus de victoires qui devance l'autre. Grâce à cela, le Cercle se classe quatorzième, à égalité de points avec Waterschei mais avec une victoire de plus.
Les saisons suivantes ne sont pas meilleures pour l'équipe. Onzième en 1963, avec seulement deux points d'avance sur l'Union, avant-dernier et relégué, le Cercle obtient son meilleur résultat depuis son retour en D1 l'année suivante, avec une dixième place. Il devance ses rivaux du Club, douzième. En 1965, il finit à nouveau onzième, avec une marge d'à peine trois points sur l'avant-dernier, encore une fois l'Union.
La saison 1965-1966 est catastrophique pour les Brugeois. Non seulement ils terminent derniers et sont relégués mais en plus le vice-président Paul Lantsoght est accusé de tentative de corruption par un joueur du Lierse, Walter Bogaerts. À la relégation sportive s'ajoute une relégation administrative qui renvoie le Cercle en Division 3, provoquant le départ de plusieurs joueurs importants de l'équipe. Paul Lantsoght intente alors un procès à l'Union Belge contre la sanction infligée, qu'il gagne en juin 1967. Le Cercle reçoit un dédommagement financier mais reste en troisième division pour des raisons pratiques, le championnat étant déjà terminé.

### Les années Braems: de la D3 à la D1 en cinq ans (1966-1971)
Après cet échec, la direction du Cercle engage Urbain Braems comme entraîneur durant l'été 1967. Âgé de 34 ans, c'est sa première expérience d'entraîneur et il doit relever le défi lancé par le président Robert Braet de ramener l'équipe en Division 1 dans les cinq ans. Lors de sa première saison, le Cercle est à la lutte avec l'Eendracht Alost pour le titre dans la série B. À une journée de la fin, les deux équipes se rencontrent. Le Cercle possède un point d'avance sur les alostois et n'a donc besoin que d'un nul pour s'assurer le titre. Les joueurs du Cercle s'inclinent 0-1 et voient leurs espoirs de remontée s'envoler avec cette défaite. Mais l'entraîneur des espoirs, André Penninck, remarque que le délégué alostois a commis une erreur et inversé les noms de deux joueurs remplaçants, ce qui fait que, d'après la feuille de match, Alost a terminé la rencontre avec deux gardiens de but. Le Cercle dépose une plainte auprès de l'Union Belge, qui confirme la victoire alostoise, jugement confirmé lors du premier appel. Les Brugeois déposent un second appel devant une instance juridique civile qui contraint la Fédération à appliquer son règlement et donner la victoire au Cercle sur tapis vert. Le 21 juin 1968, la direction reçoit la confirmation de cette nouvelle, sacrant l'équipe championne de Division 3.
Le 31 juillet de la même année, le Cercle « flamandise » son appellation officielle à l'instar de la majorité des clubs du nord du pays, et devient le Koninklijke Sportvereniging Cercle Brugge.
Dès la première saison après sa remontée, le Cercle joue les premiers rôles en Division 2. Il est en tête après vingt matches mais réalise de moins bons résultats par la suite et termine finalement quatrième en 1969, à quatre points du vainqueur, l'AS Ostende. La saison suivante, il termine sixième, à quelques longueurs du champion Diest. Finalement, le Cercle remporte le titre en 1971 et remonte ainsi en première division, avec un an d'avance sur le schéma prévu par Urbain Braems.

### Une décennie dans l'ombre du Club (1971-1979)
Dès leur retour au plus haut niveau, le Cercle ne veut pas jouer pour le maintien. L'équipe est renforcée par les arrivées de Fernand Goyvaerts, ancien du Club, du Barça et du Real Madrid, et Benny Nielsen, un jeune joueur danois prometteur. L'équipe commence le championnat par des matches nuls contre Anderlecht et le FC Bruges, alors champion et vice-champion en titre, et termine en fin de saison à la cinquième place du championnat. Urbain Braems quitte alors le club, son plan quinquennal ayant porté ses fruits, et est remplacé par le Néerlandais Han Grijzenhout, ancien assistant de Rinus Michels lorsqu'il dirigeait l'Ajax Amsterdam.
Sous sa direction, le Cercle se stabilise en Division 1, terminant chaque saison en milieu de classement, sans pouvoir rivaliser avec les meilleures équipes pour les places d'honneur, mais sans être inquiété pour son maintien non plus. L'équipe est néanmoins réputée pour son jeu offensif, comptant régulièrement parmi les attaques les plus productives du championnat. Le 5 septembre 1973, grâce à l'amitié qui le lie à son ancien mentor, le Cercle de Grijzenhout est invité au Camp Nou pour y disputer un match amical face au grand FC Barcelone entraîné par Michels, à l'occasion de la présentation officielle du nouveau renfort de l'équipe catalane, Johan Cruijff. Le Cercle s'incline 6-0.
En 1975, poussé par les autorités communales et des difficultés financières, le Cercle abandonne son Stade Edgard De Smedt et déménage vers l'Olympiastadion qu'il doit partager avec le Club rival. Le Cercle évolue dans l'ombre du Club qui domine alors le football belge et joue deux finales européennes en trois ans, toutes deux perdues contre Liverpool.
En 1977, Grijzenhout quitte le Cercle et rejoint Lokeren qui lui offre un salaire beaucoup plus important. Les dirigeants engagent alors Lákis Petrópoulos, ancien entraîneur du Panathinaïkos, de l'Olympiakos Le Pirée et de la sélection nationale grecque. Les résultats sont loin des espérances, la barrière de la langue entre l'entraîneur et les joueurs, conjuguée à une cascade de blessures, le poussant à donner sa démission en cours de saison. L'intérim est assuré par Lucien Masyn qui ne peut éviter la relégation.
Han Grijzenhout, libéré par Lokeren à la suite de la décevante treizième place du club waeslandien, est rappelé pour reprendre l'équipe en mains et la ramener le plus rapidement possible parmi l'élite. Après seulement une saison en Division 2, le Cercle est champion et revient au plus haut niveau. Han Grijzenhout quitte à nouveau le Cercle et rejoint les rivaux du Club, remplacé par Leo Canjels, ancien entraîneur du Club. Il amène avec lui deux compatriotes, Kees Krijgh et Wim Kooiman qui sera ensuite plusieurs fois champion avec Anderlecht.

### Le Cercle découvre l'Europe grâce à la Coupe (1979-1987)
Pour son retour, le Cercle passe une saison tranquille, à l'abri de la lutte contre la relégation, mais également loin des sommets et termine dixième. Les deux saisons suivantes sont plus délicates, le club terminant à chaque fois quatorzième sur dix-huit équipes, et n'assure son maintien que pour un point en 1982, à égalité avec le FC Bruges. À la suite de cette contre-performance, Han Grijzenhout est nommé pour la troisième fois entraîneur et doit rebâtir une équipe pour compenser les départs et les retraites sportives de plusieurs cadres lors des deux dernières années. Il ne reste à nouveau qu'une saison au Cercle, terminant douzième en championnat.
La direction du Cercle fait appel à un autre entraîneur néerlandais, Henk Houwaart, pour le remplacer. À la mi-saison 1983-1984, l'équipe est bien placée au classement et peut rêver d'une qualification pour la prochaine Coupe UEFA mais on apprend en cours de saison que l'entraîneur a déjà signé un contrat pour la saison prochaine avec le Club de Bruges et est licencié. L'équipe, dirigée jusqu'en juin par l'ancien joueur Bram van Kerkhof, s'effondre alors et termine onzième. Le comité de direction lance alors une opération de récolte de fonds baptisée « 1000 keer 5000 » (1000 fois 5000) pour aider le club. Le principe est de convaincre mille supporters d'investir chacun cinq mille francs belges sous forme de prêt sans intérêt pour refinancer l'équipe. L'opération est rapidement réussie.
Pour la saison suivante, le choix des dirigeants se porte sur Georges Leekens, tout juste retraité du football professionnel. Ce choix, au premier abord surprenant, porte rapidement ses fruits. Avec des joueurs confirmés dans la pleine force de l'âge, comme Wim Kooiman, Eddie Krnčević ou Geert Broeckaert, le Cercle remporte la Coupe de Belgique 1985 face à Beveren après la séance de tirs au but. C'est le premier trophée depuis 55 ans pour les groen-zwart et la seconde Coupe de Belgique après celle de 1927.
Grâce à cette victoire, le Cercle découvre les joutes européennes en 1985 et renforce encore son effectif avec les arrivées notamment de Kalusha Bwalya et Zoran Bojović. Au premier tour de la Coupe des vainqueurs de Coupe, il affronte les Est-Allemands du SG Dynamo Dresde. Après une victoire 3-2 au match aller à l'Olympiapark, il s'incline 2-1 au match retour et est éliminé à cause de la règle des buts marqués à l'extérieur. Si le Cercle est parvenu à égaliser par l'entremise de Krnčević, l'arbitre suédois, après avoir accordé le but, l'annule à la suite de discussions avec des joueurs est-allemands. Le Cercle termine dixième du championnat et atteint une nouvelle fois la finale de la Coupe. Cette fois, il est sévèrement battu 3-0 par son rival du Club qui inscrit deux des trois buts sur des penalties plutôt légers.
Le Cercle confirme son statut d'« équipe de Coupe » la saison suivante en atteignant cette fois les demi-finales. Il termine également onzième en championnat, à l'abri des places de relégables. Le décès de Robert Braet, figure emblématique du Cercle endeuille la saison. Le Trophée Robert Braet est créé en sa mémoire et récompense les personnes les plus méritantes de l'association. Durant l'été, l'entraîneur Georges Leekens est recruté par Anderlecht pour prendre le relais d'Arie Haan.

### Résultats en dents de scie et nouvelle relégation (1987-1997)
Les dirigeants engagent René Taelman pour succéder à Leekens. L'entraîneur bruxellois obtient les meilleurs résultats en championnat depuis quinze ans, amenant l'équipe à la septième place en 1988, juste derrière les places qualificatives pour la Coupe d'Europe. L'entraîneur quitte Bruges en fin de saison et est remplacé Roland Rotty, licencié après quelques mois à la suite des mauvais résultats de l'équipe en championnat et l'élimination précoce en Coupe de Belgique. Pour la quatrième fois, Han Grijzenhout prend l'équipe en mains et assure son maintien en 1989. Cette saison marque également l'arrivée en Belgique de Josip Weber, futur triple meilleur buteur du championnat et international belge.
Le Cercle passe une saison 1989-1990 stable, loin de la zone dangereuse, mais n'assure son maintien la saison suivante que pour trois points, subissant une défaite humiliante 10 buts à 0 des œuvres du Club Brugeois. Grijzenhout quitte alors le club pour la dernière fois, avec au total dix saisons passées en vert et noir. Sa place est reprise par un autre ancien entraîneur de l'équipe, Henk Houwaart. Sous sa direction, le Cercle termine deux saisons dans le ventre mou du classement. En 1993, il recrute l'international roumain Dorinel Munteanu, encore peu connu du grand public, qui deviendra ensuite détenteur du record de sélections en équipe nationale roumaine. Malgré la présence de joueurs de qualité, l'alchimie ne fonctionne pas et après un début de championnat 1993-1994 catastrophique, il est licencié. Georges Leekens assure le maintien parmi l'élite mais quitte Bruges en fin de saison.
La direction du Cercle fait appel à un ancien joueur, Jerko Tipurić, à qui elle offre son premier contrat d'entraîneur. Si sa première saison est plutôt moyenne, il parvient à mener l'équipe jusqu'en finale de la Coupe de Belgique 1996, tout en terminant huitième en championnat. En finale, le Cercle rencontre à nouveau son rival du Club, comme dix ans auparavant. Le Club l'emporte et réalise ainsi un doublé Championnat-Coupe de Belgique. Du fait de cette double victoire, le Cercle est qualifié pour la Coupe des Coupes la saison prochaine.
La saison suivante démarre mal pour le Cercle qui enchaîne plusieurs défaites en championnat et est battu d'emblée en Coupe de Belgique. En Coupe d'Europe, il est éliminé dès le premier tour par les Norvégiens du SK Brann. En novembre, Tipurić est licencié à la suite des mauvais résultats et est remplacé par son adjoint Rudy Verkempinck. qui ne parvient pas à redresser la barre en championnat, menant à une nouvelle relégation en Division 2 après dix-huit saisons consécutives au plus haut niveau du football belge.

### Passage en Division 2 et changement de direction (1997-2003)
Le 1er juillet 1997, l'appellation officielle est changée en Cercle Brugge Koninklijke Sportvereniging. Le Cercle vise la remontée directe en première division mais commence le championnat par plusieurs contre-performances. L'entraîneur Rudy Verkempinck est licencié et remplacé jusqu'en fin de saison par son adjoint Ronny Desmedt. Le mauvais début de saison annihile les espoirs de l'équipe de remonter dès cette année et le Cercle finit seulement dixième. La saison suivante débute de la même manière, menant au remplacement de Desmedt par le néerlandais Dennis van Wijk. Le Cercle finit neuvième en fin de saison, à nouveau très loin de ses ambitions.
Sous la conduite de Van Wijk, l'équipe progresse ensuite d'une place chaque année, terminant huitième en 2000, septième en 2001 et sixième en 2002. Lors de cette dernière saison, le Cercle se qualifie pour le Tour final de Division 2 grâce au refus de la Fédération d'accorder la licence pour le football rémunéré à Harelbeke mais ne parvient pas à le remporter et reste en Division 2. Après cinq saisons à ce niveau, de grands changements ont lieu à la tête de l'association. Un nouveau président, Frans Schotte, ancien directeur des éditions Standaard Boekhandel, est nommé. L'entraîneur est également changé et Jerko Tipurić est rappelé pour ramener le Cercle en Division 1, six ans après avoir dirigé l'équipe lors de sa dernière saison au plus haut niveau. Finalement, le Cercle décroche un nouveau titre de champion de Division 2 en 2003 et remonte ainsi en première division.

### Remontée en première division (2003-2007)
De retour au plus haut niveau national, la direction du Cercle ambitionne de s'installer durablement dans le milieu de classement et de ne plus lutter uniquement pour son maintien. Des joueurs d'expérience comme Harold Meyssen ou Nordin Jbari renforcent l'équipe. Malgré cela, le Cercle ne termine que quatorzième, à l'abri des places de relégables mais en dessous des ambitions des dirigeants. Le contrat de Tipurić n'est pas reconduit et il est remplacé par Harm van Veldhoven, champion de Division 2 avec le FC Brussels.
L'entraîneur néerlandais dirige les groen-zwart durant trois saisons au cours desquelles l'équipe termine à l'abri de la relégation, mais sans produire beaucoup de spectacle. Le Cercle obtient son meilleur classement en 2005 avec une onzième place. Son passage est marqué par l'éclosion de jeunes joueurs talentueux, notamment Tom De Sutter et Stijn De Smet. En fin de saison 2006-2007, Harm van Veldhoven annonce son passage au Germinal Beerschot, le président jette son dévolu sur l'ancien international Glen De Boeck pour lui succéder, poursuivant ainsi la tradition d'offrir une première chance d'entraîner au plus haut niveau à d'anciens joueurs tout juste retraités.

### Naissance de nouvelles ambitions (2007-2012)

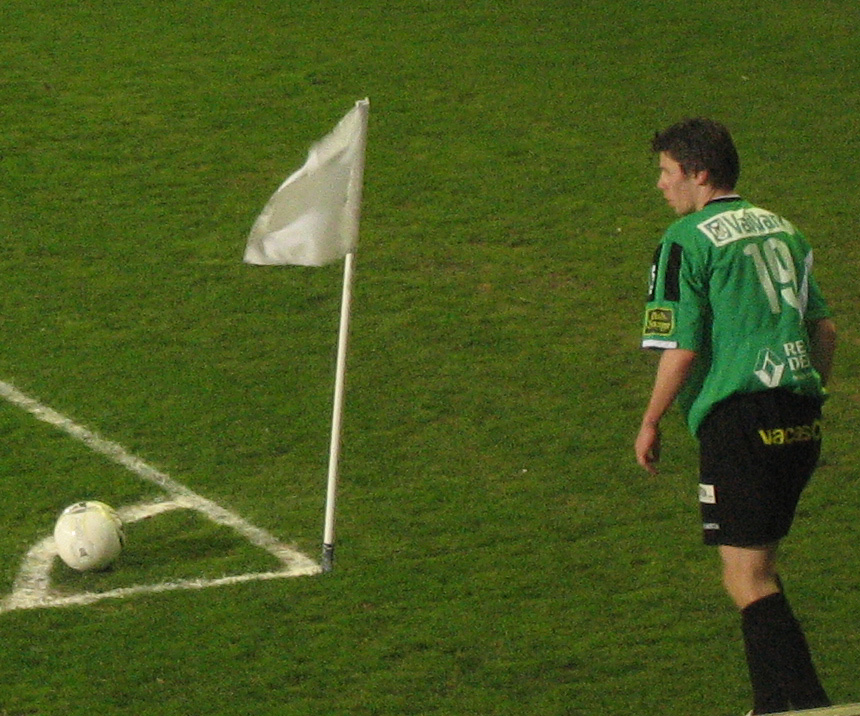
Stijn De Smet tirant un corner

L'ancien Anderlechtois ne disposant pas de la Pro-licence indispensable pour diriger une équipe de première division, c'est son adjoint, Eddy Van de Ven, qui est officiellement entraîneur principal, De Boeck étant nommé « directeur technique », bien qu'il dirige l'équipe lui-même dans les faits. Pour ses débuts en tant qu'entraîneur principal, il mène l'équipe à la quatrième place du championnat, son meilleur résultat depuis 1933, avec la meilleure attaque du championnat (62 buts inscrits, contre 61 au champion, le Standard de Liège). Il atteint également les quarts de finale de la Coupe de Belgique, où il est éliminé par le club liégeois, mais pour la première fois de son histoire il élimine le Club de Bruges de la compétition en huitièmes de finale. Grâce à son bon classement en championnat, le Cercle est qualifié pour la prochaine Coupe Intertoto 2008 mais décline l'invitation et cède son ticket au Germinal Beerschot.
Pour la saison suivante, Lorenzo Staelens est engagé comme coentraîneur et entraîneur des espoirs. En tant que détenteur de la Pro-licence, il prend la place de « T1 » pendant les matches de championnat, à l'instar d'Eddy Van de Ven la saison précédente. Le Cercle termine le championnat à la neuvième place et atteint les demi-finales de la Coupe, battu après la séance de tirs au but par le FC Malines. La saison 2009-2010 est le cadre d'une nouvelle réforme du championnat de première division. La série ne comporte plus que seize équipes et des play-offs ont lieu en fin de saison pour déterminer le champion et les places européennes. Le Cercle termine neuvième de la saison régulière et se retrouve dans les Play-offs 2. Il termine troisième de son groupe mais c'est surtout sa campagne en Coupe de Belgique qui fait vibrer ses supporters. L'équipe élimine Anderlecht en quarts de finale et dispute ensuite la finale, quatorze ans après la précédente. Il s'y incline 3-0 face à La Gantoise. Comme les Gantois sont déjà qualifiés pour la prochaine Ligue des champions grâce à leur deuxième place acquise sur le fil au détriment du FC Bruges, le Cercle se qualifie pour le deuxième tour préliminaire de la Ligue Europa 2010-2011.
En avril 2010, Glen De Boeck signe un nouveau contrat de quatre ans avec le Cercle de Bruges. Néanmoins, un mois plus tard, il le casse à la surprise générale pour rejoindre le Germinal Beerschot, provoquant la colère du président Schotte. Pour le remplacer, le Cercle nomme le 27 mai à nouveau un néophyte dans la profession, l'ancien attaquant international Bob Peeters, jusqu'alors entraîneur des espoirs de La Gantoise. Pour ses débuts officiels, son équipe franchit un tour de Coupe d'Europe pour la première fois en trois participations. Un accord de collaboration est mis en place en début de saison avec le Sporting Portugal, permettant à plusieurs jeunes joueurs du club portugais d'être prêtés au Cercle pour y acquérir de l'expérience.
En championnat, le Cercle finit neuvième pour la troisième saison consécutive. Il remporte son groupe de play-offs 2 mais est ensuite battu en finale par le KVC Westerlo, vainqueur de l'autre groupe, qui l'élimine également de la Coupe de Belgique en demi-finales. Renforcé par plusieurs espoirs portugais, le Cercle commence la saison 2011-2012 en force, occupant temporairement la première place lors de la cinquième journée. À deux journées de la fin de la phase classique, le Cercle est toujours quatrième et n'a plus besoin que d'un point pour assurer sa place dans le top 6. Toutefois, deux défaites concédées face au FC Bruges et Lokeren, conjuguées aux victoires de ses poursuivants, le renvoient à la septième place. L'équipe doit donc disputer les play-offs 2 pour la troisième saison consécutive. Le Cercle domine son groupe de la première à la dernière journée et se qualifie ainsi pour la finale pour la seconde année consécutive où il est opposé au RAEC Mons. Les joueurs brugeois remportent les deux manches et sont opposés en barrage pour la Ligue Europa à La Gantoise, quatrième des Play-offs 1. Ils ne parviennent néanmoins pas à décrocher un billet européen, s'inclinant lors des deux rencontres face aux Gantois.

### Le Cercle rentre dans le rang et rechute en Division 2 (2012-2015)
Candidat auto-proclamé aux Play-Offs 1 à l'aube de la saison 2012-2013, le Cercle entame très mal le championnat et occupe la dernière place du classement à partir de la cinquième journée. Le 27 octobre 2012, l'entraîneur Bob Peeters est licencié, l'équipe ne parvenant pas à quitter la lanterne rouge. Il est remplacé par le Néerlandais Foeke Booy, ancien joueur du Club. Celui-ci parvient à mener l'équipe en finale de la Coupe de Belgique, mais elle reste toujours dernière en championnat. À deux matches de la fin de la compétition, le Cercle est condamné à disputer les « Play-Offs 3 » pour tenter d'assurer son maintien. Il s'incline lors de son premier duel face au Beerschot, synonyme de renvoi pour Foeke Booy. Son adjoint, Lorenzo Staelens, est nommé entraîneur principal par intérim jusqu'à la fin de la saison, et parvient à renverser la situation dans cette série de matches. Le Cercle remporte trois victoires consécutives face aux Anversois, lui permettant ainsi de disputer le tour final avec les équipes de Division 2 pour espérer se maintenir en Jupiler Pro League. C'est la première fois en trois saisons qu'un club classé dernier de la saison régulière parvient à dépasser son adversaire en « Play-Offs 3 ». Mieux, les joueurs du Cercle entament ce tour final par quatre victoires consécutives, ce qui leur permet, malgré deux défaites lors des deux dernières journées, d'assurer leur maintien en Division 1. En Coupe, après une longue résistance, ils doivent s'incliner en finale face au KRC Genk deux buts à zéro.
Lorenzo Staelens est confirmé au poste d'entraîneur principal et parvient à faire vivre une saison 2013-2014 tranquille au Cercle, loin de la lutte pour le maintien. Malheureusement, les joueurs commencent mal la saison suivante et doivent de nouveau lutter pour leur survie en première division. Malgré un nouveau changement d'entraîneur, ils terminent à la quinzième place et sont condamnés à disputer une nouvelle fois les « Play-Offs 3 ». Avec trois défaites contre le Lierse, dernier à l'issue de la saison régulière, le Cercle est condamné à redescendre en Division 2 après douze saisons consécutives de présence au plus haut niveau national.

### Rachat par l'AS Monaco (depuis 2017)
Le 5 mai 2017, l'AS Monaco rachète le Cercle de Bruges. Le 10 mars 2018, après avoir remporté la double confrontation face au Beerschot-Wilrijk en finale de Proximus League, le Cercle retrouve l'élite du football belge.
Au 31 janvier 2019, 10 joueurs du Cercle sont des joueurs prêtés par l'AS Monaco, tous sont en âge d'être titulaire (âgés de 19 à 25 ans).

## Palmarès et statistiques

### Trophées
Le Cercle de Bruges remporte cinq trophées majeurs au cours de son Histoire : trois championnats de Belgique et deux Coupes de Belgique, ainsi que six titres de champion dans les divisions inférieures. À l'exception de la Coupe de Belgique 1985, le Cercle remporte tous ses autres trophées importants avant la Seconde Guerre mondiale. À l'époque, l'équipe brugeoise est une des meilleures du pays.
Depuis la seconde moitié du XXe siècle, le déclin sportif du Cercle de Bruges ressort aussi de son palmarès, qui comporte quatre titres de champion de Division 2 et deux de Division 3, signes d'autant de passages par ces championnats.
Depuis sa dernière victoire en Coupe en 1985, le Cercle dispute à trois reprises la finale de cette épreuve, dont deux fois contre son voisin du Club, et s'incline à chaque fois. Sa dernière participation à la finale de la compétition date de 2010.
Enfin, durant sa plus grande période de succès, le Cercle dispute plusieurs trophées amicaux, joués sur un seul match ou sous forme de mini-coupe ou mini-championnat, et en remporte plusieurs, dont entre autres la Coupe Henri Fraeys, le Championnat des Flandres ou la Coupe de la Côte.
| Compétitions officielles | Compétitions amicales |
| --- | --- |
| - Championnat de Belgique (3) : - Champion : 1911, 1927, 1930 - Coupe de Belgique (2) : - Vainqueur : 1927, 1985 - Finaliste : 1913, 1986, 1996, 2010, 2013 - Championnat de Belgique de D2 (5) : - Champion : 1938, 1971, 1979, 2003 et 2018 - Championnat de Belgique de D3 (2) : - Champion : 1956, 1968 | - Coupe Henri Fraeys : 1902 - Championnat des Flandres : 1903 - Coupe du Baron De Vinck : 1905 - Coupe de la Côte : 1911 - Coupe de la Meuse - Coupe de la Dernière Heure - Coupe Emmanuel Decloedt |

### Participation aux championnats nationaux
Le Cercle de Bruges est admis en championnat de Belgique dès la saison 1899-1900, ce qui en fait un des six clubs ayant participé à au moins un championnat au XIXe siècle encore en activité aujourd'hui. Depuis lors, il a disputé toutes les saisons dans les divisions nationales, ne descendant jamais sous la troisième division, pour un total de 109 saisons. Seuls le Royal Football Club de Liège (113, le maximum possible), le Royal Antwerp Football Club (112), et le Club de Bruges (111) font mieux. À ce classement particulier, le Cercle devance la Royale Union Saint-Gilloise, avec 107 saisons jouées en nationales, et le Standard de Liège, qui en a disputé 99.
Pendant toutes ces années, le Cercle joue 80 ans dans la plus haute division. Seuls quatre clubs belges en ont joué plus : Anderlecht (86), le Club de Bruges (93), le Standard (97) et l'Antwerp (96). La Gantoise suit le Cercle, avec 76 saisons jouées parmi l'élite nationale.
Le Cercle a remporté trois fois le titre de champion de Belgique, a terminé six fois troisième, mais n'a jamais été vice-champion. Dans les divisions inférieures, il remporte quatre titres en Division 2, a été une fois vice-champion (et promu), et a participé à un tour final. Enfin, il possède également deux titres de champion de Division 3.
| Niv | Divisions     | Jouées | Titres | TM Up | TM Down |
| --- | ------------- | ------ | ------ | ----- | ------- |
| I   | 1re nationale | 86     | 3      |       | 2       |
| II  | 2e nationale  | 26     | 5      | 1     | 1       |
| III | 3e nationale  | 6      | 2      |       |         |
| IV  | 4e nationale  | 0      | 0      |       |         |
| V   | 5e nationale  | 0      | 0      |       |         |
|     |               |        |        |       |         |
|     | TOTAUX        | 118    | 10     | 1     | 3       |

- TM Up : test-match pour départager des égalités, ou toutes formes de Barrages ou de Tour final pour une montée éventuelle.
- TM Down : test-match pour départager des égalités, ou toutes formes de Barrages ou de Tour final pour le maintien.

### Performances en Coupe de Belgique
Le Cercle a disputé toutes les éditions de la compétition à l'exception de la Coupe de Belgique 1934-1935, la remportant à deux reprises et s'inclinant trois fois en finale. Il atteint également quatre fois les demi-finales, et huit fois les quarts de finale. À l'opposé, il est éliminé à onze reprises dès son entrée dans la compétition.

### Bilan européen
Le Cercle de Bruges a participé à trois reprises à une compétition européenne organisée par l'UEFA. À chaque fois l'équipe s'est qualifiée grâce à la Coupe de Belgique, une fois en la remportant et deux fois en perdant la finale face à une équipe déjà qualifiée pour la Ligue des Champions. Le Cercle participe à deux éditions de la défunte Coupe des vainqueurs de Coupe et à une édition de la Ligue Europa.
Après sa victoire en Coupe de Belgique en 1985, le Cercle se qualifie pour la première fois pour la Coupe des vainqueurs de Coupe 1985-1986. Il y rencontre le SG Dynamo Dresde, vainqueur de la Coupe de RDA. Les Brugeois s'imposent 3-2 à domicile au match aller mais s'inclinent ensuite 2-1 au match retour en Allemagne de l'Est et sont éliminés par la règle des buts marqués à l'extérieur.
Onze ans plus tard, le Cercle se qualifie à nouveau pour la Coupe des vainqueurs de Coupe, après avoir perdu la finale de la Coupe de Belgique 1996 face au FC Bruges. Il est opposé au premier tour aux Norvégiens du SK Brann. À nouveau, il remporte le match aller 3-2 à l'Olympiapark mais est sévèrement battu 4 à 0 au match retour et est éliminé.
Le Cercle doit attendre quatorze ans avant de regoûter aux joutes européennes. Grâce à sa place de finaliste de la Coupe de Belgique 2010, perdue face à La Gantoise, le Cercle se qualifie pour le deuxième tour préliminaire de la Ligue Europa. Il y rencontre les Finlandais du TPS Turku, qui viennent l'emporter 0-1 à Bruges au match aller. Les Brugeois renversent la vapeur au match retour et s'imposent 1-2, se qualifiant pour le tour suivant grâce aux buts marqués à l'extérieur : pour la première fois, le Cercle franchit un tour en Coupe d'Europe. Il défie ensuite le club chypriote d'Anorthosis Famagouste. Après avoir remporté le premier match 1-0 à domicile, le Cercle est battu 3-1 à Chypre et est donc éliminé.
Légende
- Victoire ou qualification pour le tour suivant
- Match nul
- Défaite ou élimination de la compétition

Note : dans les résultats ci-dessous, le score du club est toujours donné en premier.
| Saison    | Compétition      | Tour                | Club                  | Domicile | Extérieur | Total  |
| --------- | ---------------- | ------------------- | --------------------- | -------- | --------- | ------ |
| 1985-1986 | Coupe des coupes | Seizièmes de finale | Dynamo Dresde         | 3 - 2    | 1 - 2     | 4 - 4E |
| 1996-1997 | Coupe des coupes | Seizièmes de finale | SK Brann              | 3 - 2    | 0 - 4     | 3 - 6  |
| 2010-2011 | Ligue Europa     | Deuxième tour Q     | TPS Turku             | 0 - 1    | 2 - 1     | 2E - 2 |
| 2010-2011 | Ligue Europa     | Troisième tour Q    | Anórthosis Famagouste | 1 - 0    | 1 - 3     | 2 - 3  |
| 2024-2025 | Ligue Europa     | Deuxième tour Q     | Kilmarnock FC         | 1 - 0    | 1 - 1     | 2 - 1  |
| 2024-2025 | Ligue Europa     | Troisième tour Q    | Molde FK              | 1 - 0    | 0 - 3     | 1 - 3  |
| 2024-2025 | Ligue Conférence | Barrages Q          | Wisła Cracovie        | 1 - 4    | 6 - 1     | 7 - 5  |
| 2024-2025 | Ligue Conférence | Phase de ligue      | FC Saint-Gall         | 6 - 2    | -         | 8e     |
| 2024-2025 | Ligue Conférence | Phase de ligue      | Víkingur Reykjavík    | -        | 1 - 3     | 8e     |
| 2024-2025 | Ligue Conférence | Phase de ligue      | LASK                  | -        | 0 - 0     | 8e     |
| 2024-2025 | Ligue Conférence | Phase de ligue      | Heart of Midlothian   | 2 - 0    | -         | 8e     |
| 2024-2025 | Ligue Conférence | Phase de ligue      | Olimpija Ljubljana    | -        | 4 - 1     | 8e     |
| 2024-2025 | Ligue Conférence | Phase de ligue      | İstanbul Başakşehir   | 1 - 1    | -         | 8e     |
| 2024-2025 | Ligue Conférence | Huitièmes de finale | Jagiellonia Białystok | 2 - 0    | 0 - 3     | 2 - 3  |

## Structures du club

### Terrains et stades

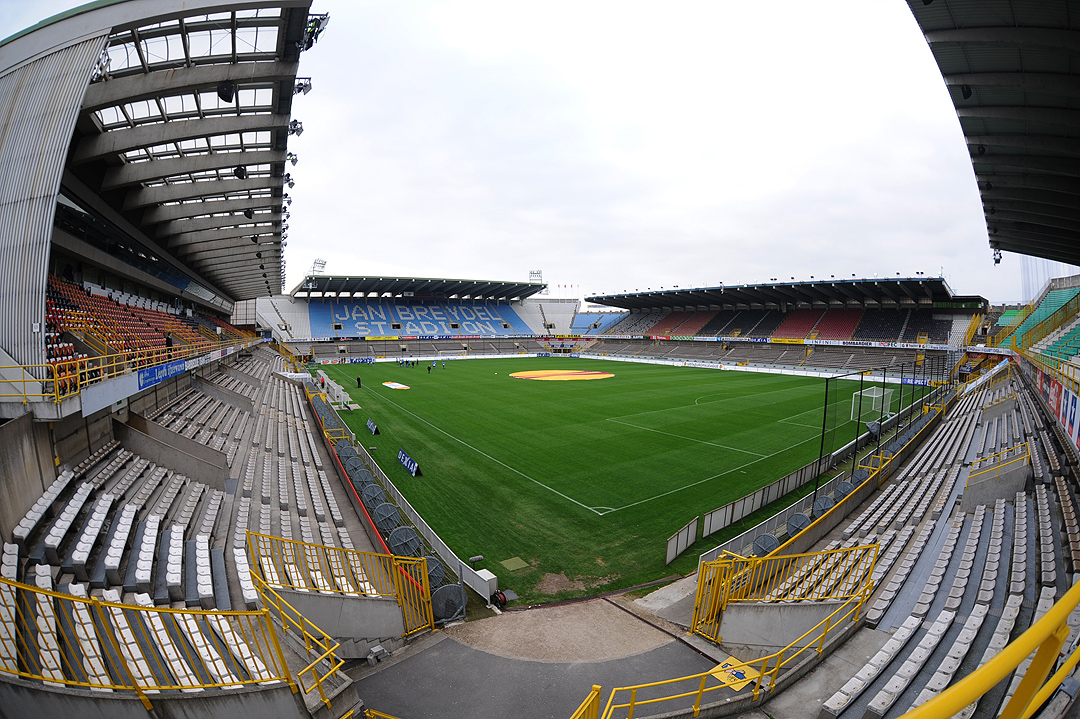
Stade Jan Breydel

Le Cercle a occupé différents terrains et stades au cours de son histoire. Ils étaient situées dans Sint-Michiels et Sint-Andries, sections ouest de la ville de Bruges. Durant sa première année d'existence (de 1899 à 1900), l'équipe joue sur un terrain situé à Sint-Michiels appartenant à l'école Saint-François-Xavier de Bruges, dont les fondateurs du Cercle sont d'anciens élèves. Après la fusion avec le Rapid Club de Bruges, l'association déménage sur un terrain appartenant aux Brugse Godshuizen, près de la Smedenpoort, dans la commune voisine de Sint-Andries et y reste jusqu'en 1911, année du premier titre de champion de Belgique remporté par le Cercle. Face à l'afflux de plus en plus importants de spectateurs, le lieu ne répond plus aux besoins de l'équipe qui déménage à nouveau et s'installe près de l'actuel croisement de la Gistelsesteenweg et de la Torhoutsesteenweg, où se trouve aujourd'hui le Canada Square. Les dirigeants y font ériger une tribune le long d'un des côtés du terrain pour offrir un minimum de confort à leurs supporters.
En 1922, cette unique tribune ne suffit plus à accueillir les supporters du Cercle, toujours plus nombreux. La direction décide de faire bâtir un véritable stade quelques centaines de mètres plus loin. La nouvelle enceinte est baptisée « Stade du RCS Brugeois ». En 1950, à la suite du décès de l'emblématique président Edgard De Smedt, un des fondateurs du Cercle, le stade est rebaptisé Stade Edgard De Smedt. Il héberge les matches à domiciles des groen-zwart jusqu'en 1975.
À cette époque, les deux entités sportives de la ville de Bruges, le Cercle et le Club, se trouvent en difficultés financières depuis plusieurs saisons. L'administration de la ville avait déjà racheté le stade Edgard De Smedt quelques années plus tôt pour assainir les finances du Cercle, mais cela n'a pas suffi. Sous la pression du bourgmestre Michel Van Maele, ancien du Cercle et futur président du Club, un nouveau stade est bâti pour héberger les deux équipes qui doivent abandonner leurs stades respectifs. L'ancien stade du Cercle est démoli quelques années plus tard et fait place désormais à un parc naturel consacré à l'horticulture qui porte toujours le nom d'Edgard De Smedt.
À partir de 1975, le Cercle joue ses matches à l'Olympia Park, le nouveau stade communal érigé sur le territoire de Sint-Andries, à quelques kilomètres de l'ancien stade du Cercle. Les deux équipes brugeoises l'occupent et y jouent leurs matches à domicile en alternance. En 1995, la candidature de Bruges pour accueillir des matches de l'Euro 2000 est acceptée mais le stade doit être modernisé. Grâce à des subsides du Gouvernement fédéral et du Gouvernement flamand, la capacité du stade est portée en 1999 à 29 945 places par la construction d'un deuxième étage sur les deux tribunes qui n'en étaient pas encore pourvues. Le gouvernement flamand, ayant investi des fonds, exige que le nom du stade soit changé pour mettre en avant un élément de la culture flamande. Il est ainsi rebaptisé Stade Jan Breydel (Jan Breydelstadion en néerlandais), nom qu'il porte toujours aujourd'hui.

### Organisation et direction
Le Cercle de Bruges est organisé sous la forme d'une A.S.B.L., dirigée par un conseil d'administration dont les membres sont élus lors de l'assemblée générale annuelle de l'association. Le conseil d'administration est mené par un président, Paul Vanhaecke depuis le 1er janvier 2012, entouré par un vice-président, un trésorier et un secrétaire. Chaque division de l'association a son responsable spécifique, voire deux pour certains postes. Enfin, d'autres personnes siègent au conseil sans avoir de rôle spécifique, possédant néanmoins un droit de vote équivalent lors des réunions.
| Position                | Membre(s)                           |
| ----------------------- | ----------------------------------- |
| Président               | Paul Vanhaecke                      |
| Vice-Président          | Philip Coulier                      |
| Président d'Honneur     | Frans Schotte                       |
| Trésorier               | Philip Coulier                      |
| Secrétaire général      | Guido Vandewalle                    |
| Responsables sportifs   | Yvan Vandamme Joris Lievens         |
| Responsables financiers | Filip Ducheyne Philip Valcke        |
| Responsable sécurité    | Henri Schiltz                       |
| Directeur commercial    | Marc Tanghe                         |
| Responsable supporters  | Maria Blontrock                     |
| Responsable presse      | Pol Van Den Driessche               |
| Administrateurs         | Sofie Deceuninck Piet Van Acker ... |

### Budget
Pour commencer la saison 2011-2012, le budget du Cercle est de 6 millions d'euros, soit un des plus petits budgets de l'élite belge. Seuls Oud-Heverlee Louvain, Saint-Trond et Mons ont de plus faibles ressources de l'ordre de avec 5 millions d'euros. Un tel budget ne permet pas au Cercle d'attirer de grands joueurs et l'oblige à vendre régulièrement ses meilleurs éléments en fin de saison pour ne pas hypothéquer sa survie. Néanmoins, le budget est en augmentation constante depuis plusieurs saisons et est passé en cinq ans de 3,8 millions aux 6 millions actuels.

### Sponsors
Le sponsor principal du Cercle de Bruges depuis le début de la saison 2008-2009 est le groupe ADMB, une société spécialisée dans les ressources humaines. Le contrat de sponsoring actuel court jusqu'en 2014. Les éditions Standaard Boekhandel, la société d'édition que dirigeait Frans Schotte avant de devenir président de l'association et la société Vaillant qui sponsorise les verts et noirs[Qui ?] depuis 1989, sont les deux autres sponsors principaux du Cercle. Leurs noms et logos apparaissent également sur les maillots des joueurs.
Le Cercle compte également plusieurs entreprises partenaires qui apparaissent sur les shorts, manches et dos des maillots des joueurs comme notamment la Loterie nationale, via la marque Lotto, la compagnie d'assurance AG Insurance, la société d'intérim Randstad ou encore le voyagiste Thomas Cook.
Malgré les enjeux économiques importants pour une équipe de football professionnelle, la direction du Cercle veille à ne pas accepter n'importe quelle offre de sponsoring, même les plus intéressantes financièrement. Ainsi, en décembre 2010, le président Schotte refuse une offre de la radio Club FM car il ne voulait pas voir apparaître le mot « Club » sur les maillots du Cercle. Dans le même ordre d'idées, il décline une offre de Kerk & Leven, la plus importante revue catholique de Flandre, « pour ne pas avoir l'air ridicule sur le terrain. »

### Équipementier
L'équipementier du Cercle depuis de nombreuses années est la société néerlandaise Masita, également partenaire d'autres clubs en Europe comme le Hansa Rostock en Allemagne, Willem II aux Pays-Bas ou encore Otelul Galati en Roumanie. Le design actuel des maillots a fait l'objet d'un concours en 2007, dont le jury était composé de joueurs (Jimmy De Wulf et Denis Viane) et de représentants de la direction et des sponsors principaux.

### Partenariat avec le Sporting Clube de Portugal
Depuis 2009, le Cercle de Bruges bénéficie d'un partenariat avec le Sporting Clube de Portugal, un des grands clubs portugais, qui lui permet d'accueillir en prêt de jeunes espoirs portugais, venus s'aguerrir dans le championnat de Belgique. L'international espoir portugais Nuno Reis est ainsi un des piliers de la défense du Cercle depuis 2010, rejoint un an plus tard par un autre international espoir, Amido Baldé.
De plus, le Cercle effectue une fois par an un stage au Portugal et utilise à cette occasion les installations de l'équipe portugaise. L'accord prévoit également que le Sporting ait la priorité pour le transfert éventuel d'un ou plusieurs jeunes joueurs du Cercle à l'avenir.

## Image et identité

### Logos

Logo jusqu'en 2022.
Logo 2022-2023.
Logo depuis 2023.

### Le derby brugeois: rivalité avec le Club Bruges KV
Son histoire est marquée par la rivalité avec le deuxième club de la ville, le FC Bruges, contre lequel il a perdu deux finales de Coupe de Belgique (1986 et 1995) et disputé 164 derbies, que ce soit en Division 1, en Division 2 ou en Coupe de Belgique. Bien que rivaux sportifs jusqu'à la fin des années 1930, l'ascension du Club vers les sommets du football belge a rendu l'affrontement entre les deux équipes déséquilibré. Mais si sportivement l'écart est aujourd'hui important, il reste un match particulier pour les supporters des deux camps. Les confrontations entre les deux équipes donnent souvent lieu à des matches engagés sur le terrain et enflammés dans les tribunes, le titre honorifique de « Ploeg van 't stad » (« équipe de la ville » en néerlandais) étant en jeu.
| Compétition            | Matches | Victoires du Cercle | Matches nuls | Victoires du Club | Buts pour le Cercle | Buts pour le Club |
| ---------------------- | ------- | ------------------- | ------------ | ----------------- | ------------------- | ----------------- |
| Division 1             | 143     | 29                  | 31           | 83                | 158                 | 300               |
| Division 2             | 12      | 1                   | 3            | 8                 | 5                   | 26                |
| Coupe de Belgique      | 8       | 2                   | 0            | 6                 | 8                   | 19                |
| Supercoupe de Belgique | 1       | 0                   | 0            | 1                 | 2                   | 5                 |
| Total                  | 164     | 32                  | 34           | 98                | 173                 | 410               |

### Les supporters
Les supporters du Cercle ont de toujours joué un rôle important dans la vie de l'association. Entre 1910 et 1922, l'affluence de spectateurs est telle que la direction doit changer deux fois de terrain et construire un stade pour les accueillir confortablement. De plus, quand l'avenir du Cercle est menacé durant les années 1980, l'opération de récolte de fonds « 1000 keer 5000 » permet de réunir cinq millions de francs belges en quelques semaines pour assurer la survie du matricule 12.
Depuis son retour en première division, le Cercle attire de plus en plus de spectateurs pour ses matches à domicile, avec un pic de 10 094 supporters de moyenne lors de la saison 2007-2008. De 4 879 spectateurs de moyenne en 2003-2004, le Cercle attire sept ans plus tard près du double de public, avec une moyenne de 8 633 spectateurs en 2010-2011. Néanmoins, il reste encore à bonne distance de son puissant voisin du Club qui remplit le Stade Jan Breydel presque chaque week-end.
Le derby brugeois et la venue du Sporting d'Anderlecht constituent les deux événements de l'année pour les supporters du Cercle qui se déplacent en masse pour ces deux matches. Suivent ensuite les matches face aux autres ténors du championnat, le Standard de Liège, Genk et La Gantoise.
| Saison     | 2002-2003 | 2003-2004 | 2004-2005 | 2005-2006 | 2006-2007 | 2007-2008 | 2008-2009 | 2009-2010 | 2010-2011 | 2011-2012 |
| Assistance | 2 426     | 4 879     | 4 991     | 5 724     | 6 565     | 10 094    | 9 797     | 9 036     | 8 633     | 8 852     |

Les supporters brugeois disposent d'un magazine officiel, SHOT, vendu lors de chaque match à domicile du Cercle. Édité depuis les années 1970, il reçoit plusieurs prix pour la qualité de ses articles et de sa mise en page lors d'un vote annuel confrontant les différents journaux et magazines des clubs de football belges.
Enfin, l'association des supporters « d'Echte » élit chaque année le joueur de l'année du Cercle, qui reçoit le trophée du « Pop-Poll d'Echte ».

#### Entente avec le RFC Liège
Autre club au glorieux passé vivant dans l'ombre d'un club du top belge, le RFC Liège est reconnu dans toute la Belgique pour la ferveur de ses partisans. Partageant plusieurs points communs, les supporters « Sang & Marine » et « Groen-Zwart » entretiennent des rapports amicaux depuis le milieu des années 1980. Il n'est ainsi pas rare de voir des supporters liégeois dans les rangs du Cercle lors des déplacements des Brugeois dans la région, principalement lors du match au Standard de Liège, ou des supporters brugeois lors des déplacements du RFC Liège dans l'ouest de la Flandre.
Pour marquer cette amitié entre les deux clans de supporters, les deux équipes s'affrontent régulièrement lors d'un match de préparation en avant-saison.

### LePop-Poll d'Echte
Depuis 1972, l'association d'Echte, un groupe de supporters du Cercle de Bruges, organise l'élection du « Joueur de l'année », baptisée « Pop-Poll d'Echte ». Le vote se déroule en deux parties, au cours desquelles chaque supporter présent au stade reçoit un bulletin de vote où il inscrit les noms de trois joueurs. La première partie du vote a lieu lors du dernier match à domicile du premier tour, la seconde lors du dernier match de la saison au Stade Jan Breydel. Après ces deux tours, les votes obtenus par chaque joueur sont additionnés et celui qui en récolte le plus grand nombre reçoit la récompense. Quatre joueurs l'ont reçu à trois reprises : Morten Olsen, lauréat des trois premières éditions, Geert Broeckaert, le seul à ne pas l'avoir remporté trois saisons consécutives, le buteur Josip Weber et le gardien Yves Feys.
Les performances sur le terrain ne sont pas seules à entrer en ligne de compte, « l'amour du maillot » est aussi un critère déterminant. Ainsi, Alex Querter, lauréat en 1982, n'a jamais reçu son prix pour avoir rejoint le Club de Bruges en fin de saison. À l'inverse, trois anciens du Club ont reçu le trophée après avoir rejoint le Cercle : Leen Barth, Ricky Begeyn et Bernt Evens.